# Ranitidină
Ranitidina este un antihistaminic, antagonist al receptorilor H2, utilizat în tratamentul ulcerului gastroduodenal, al bolii de reflux gastroesofagian și al sindromului Zollinger-Ellison. Căile de administrare disponibile sunt orală și intravenoasă.
Molecula a fost descoperită în 1976 și a început să fie disponibilă comercial în 1981. Se află pe lista medicamentelor esențiale ale Organizației Mondiale a Sănătății. Este disponibil sub formă de medicament generic.
În septembrie 2019, FDA a descoperit existența N-nitrozodimetilaminei (NDMA) posibil cancerigene în produsele ce conțin ranitidină, cerând retragerea acestora. În aprilie 2020, produsele au fost restrase de pe piața din Statele Unite datorită riscurilor asociate conținutului de NDMA. În Europa, Agenția Europeană a Medicamentului a recomandat suspendarea comercializării medicamentelor cu ranitidină.

## Utilizări medicale
Ranitidina este utilizată pentru reducerea producției acide gastrice, în următoarele cazuri:
- tratamentul ulcerului gastroduodenal activ, tratament de scurtă durată
- tratamentul sindromului Zollinger-Ellison
- profilaxia recidivelor ulcerelor
- management-ul bolii de reflux gastroesofagian (BRGE), esofagitei de reflux
- tratamentul medicamentos combinat pentru eradicarea infecției cu Helicobacter pylori
- profilaxia aspirării de secreție acidă (sindrom  Mendelson), înainte  de  anestezie generală